# 5056 Rahua
5056 Rahua è un asteroide della fascia principale. Scoperto nel 1986, presenta un'orbita caratterizzata da un semiasse maggiore pari a 2,6373707 UA e da un'eccentricità di 0,2001508, inclinata di 7,26493° rispetto all'eclittica.